# 11e étape du Tour d'Espagne 2015
La 11e étape du Tour d'Espagne 2015 s'est déroulée le mercredi 2 septembre 2015, entre Andorre-la-Vieille et Cortals d'Encamp, sur une distance de 138 km.

## Parcours
- Collada de Beixalis (1re catégorie)
- Ordino
- Col d'Ordino (1re catégorie)
- Andorre-la-Vieille
- Sant Julià de Lòria
- Coll de la Rabassa (1re catégorie)
- Sant Julià de Lòria
- Collada de la Gallina (hors catégorie)
- Aixovall
- Alto de la Comella (2e catégorie)
- Escaldes-Engordany
- Encamp
- Cortals d'Encamp (1re catégorie)

## Déroulement de la course
Cette étape est marquée par le coup de force de l'équipe Astana qui gagne l'étape avec Mikel Landa, et prend la tête du classement général avec Fabio Aru qui termine également deuxième de l'étape. Le maillot rouge Tom Dumoulin est relégué à la troisième place du général 30" derrière Fabio Aru.

## Résultats

### Classement de l'étape
| Classement de l'étape | Classement de l'étape | Classement de l'étape | Classement de l'étape | Classement de l'étape |
|                       | Coureur               | Pays                  | Équipe                | Temps                 |
| --------------------- | --------------------- | --------------------- | --------------------- | --------------------- |
| 1er                   | Mikel Landa           | Espagne               | Astana                | en 4 h 34 min 54 s    |
| 2e                    | Fabio Aru             | Italie                | Astana                | + 1 min 22 s          |
| 3e                    | Ian Boswell           | États-Unis            | Sky                   | + 1 min 40 s          |
| 4e                    | Daniel Moreno         | Espagne               | Katusha               | + 1 min 57 s          |
| 5e                    | Joaquim Rodríguez     | Espagne               | Katusha               | + 1 min 59 s          |
| 6e                    | Rafał Majka           | Pologne               | Tinkoff-Saxo          | + 2 min 10 s          |
| 7e                    | Mikel Nieve           | Espagne               | Sky                   | + 2 min 10 s          |
| 8e                    | Esteban Chaves        | Colombie              | Orica-GreenEDGE       | + 2 min 59 s          |
| 9e                    | Tom Dumoulin          | Pays-Bas              | Giant-Alpecin         | + 2 min 59 s          |
| 10e                   | Diego Rosa            | Italie                | Astana                | + 3 min 2 s           |
| modifier              |                       |                       |                       |                       |

### Classements à l'issue de l'étape

#### Classement général
| Classement général | Classement général | Classement général | Classement général | Classement général    |
|                    | Coureur            | Pays               | Équipe             | Temps                 |
| ------------------ | ------------------ | ------------------ | ------------------ | --------------------- |
| 1er                | Fabio Aru          | Italie             | Astana             | en + 43 h 12 min 19 s |
| 2e                 | Joaquim Rodríguez  | Espagne            | Katusha            | + 27 s                |
| 3e                 | Tom Dumoulin       | Pays-Bas           | Giant-Alpecin      | 30 s                  |
| 4e                 | Rafał Majka        | Pologne            | Tinkoff-Saxo       | + 1 min 28 s          |
| 5e                 | Esteban Chaves     | Colombie           | Orica-GreenEDGE    | + 1 min 29 s          |
| 6e                 | Alejandro Valverde | Espagne            | Movistar           | + 1 min 52 s          |
| 7e                 | Daniel Moreno      | Espagne            | Katusha            | + 1 min 54 s          |
| 8e                 | Mikel Nieve        | Espagne            | Sky                | + 1 min 58 s          |
| 9e                 | Nairo Quintana     | Colombie           | Movistar           | + 3 min 7 s           |
| 10e                | Louis Meintjes     | Afrique du Sud     | MTN-Qhubeka        | + 4 min 15 s          |
| modifier           |                    |                    |                    |                       |